# Circonscription de Tozeur
La circonscription de Tozeur est une ancienne circonscription électorale tunisienne. Elle couvre le territoire du gouvernorat de Tozeur.
Elle est instaurée à partir de la VIe législature. Auparavant, la région est rattachée à la circonscription de Gafsa, sauf lors des élections de 1969 où les députés de Tozeur sont élus dans la circonscription Gafsa II.
Le décret-loi no 2022-55 du 15 septembre 2022 la divise en trois circonscriptions.

## Résultats électoraux
Voici les résultats de l'élection de l'Assemblée constituante de 2011 pour la circonscription ; la liste donne les partis ayant obtenu au moins un siège :
| Parti          | Parti                      | Voix   | %     | Sièges |
| -------------- | -------------------------- | ------ | ----- | ------ |
|                | Ennahdha                   | 18 944 | 43,09 | 2      |
|                | Congrès pour la République | 2 217  | 5,04  | 1      |
|                | Liste Fidélité aux martyrs | 2 540  | 5,78  | 1      |
| Inscrits       | Inscrits                   | 76 322 | 100   | 4      |
| Votants        | Votants                    | 46 633 |       | -      |
| Exprimés       | Exprimés                   | 43 967 | 100   | -      |
| Blancs et nuls | Blancs et nuls             | 2 686  |       | -      |

## Représentants

### Constituants
|  | Nom                     | Image | Parti                                          |
|  | ----------------------- | ----- | ---------------------------------------------- |
|  | Hafedh Lassoued         |       | Ennahdha                                       |
|  | Kawthar Ladgham         |       | Ennahdha                                       |
|  | Azed Badi               |       | Congrès pour la République puis Mouvement Wafa |
|  | Mohamed Chafik Zorguine |       | Liste Fidélité aux martyrs                     |

### Députés
|  | Nom               | Parti                                                              |
|  | ----------------- | ------------------------------------------------------------------ |
|  | Youssef Rouissi   | Parti socialiste destourien                                        |
|  | Béchir Ben Sliman | Parti socialiste destourien (Union générale tunisienne du travail) |

|  | Nom              | Parti                                                 |
|  | ---------------- | ----------------------------------------------------- |
|  | Salem Abdelmajid | Front national (Union générale tunisienne du travail) |
|  | Abdeddayem Babay | Front national (Parti socialiste destourien)          |

|  | Nom          | Parti                                         |
|  | ------------ | --------------------------------------------- |
|  | Mariem Rabah | Union nationale (Parti socialiste destourien) |
|  | Larbi Azzouz | Union nationale (Parti socialiste destourien) |

|  | Nom          | Parti                                      |
|  | ------------ | ------------------------------------------ |
|  | Brahim Hedfi | Rassemblement constitutionnel démocratique |
|  | Nasr Nasr    | Rassemblement constitutionnel démocratique |

|  | Nom                 | Parti                                      |
|  | ------------------- | ------------------------------------------ |
|  | Amor Ezzedine       | Rassemblement constitutionnel démocratique |
|  | Mohamed Ben Hassine | Rassemblement constitutionnel démocratique |
|  | Ammar Chokmani      | Mouvement des démocrates socialistes       |
|  | Abdallah Chebbi     | Union démocratique unioniste               |

|  | Nom                 | Parti                                      |
|  | ------------------- | ------------------------------------------ |
|  | Mohamed Rached Neji | Rassemblement constitutionnel démocratique |
|  | Zouhair Maïza       | Rassemblement constitutionnel démocratique |
|  | Mohamed Eddom       | Mouvement des démocrates socialistes       |

|  | Nom             | Parti                                      |
|  | --------------- | ------------------------------------------ |
|  | Ali Hafsi Jeddi | Rassemblement constitutionnel démocratique |
|  | Tabaï El Gafsi  | Rassemblement constitutionnel démocratique |

|  | Nom              | Parti                                      |
|  | ---------------- | ------------------------------------------ |
|  | Ali Hafsi Jeddi  | Rassemblement constitutionnel démocratique |
|  | Chaker Aissaoui  | Rassemblement constitutionnel démocratique |
|  | Fayçal Baghdadi  | Mouvement des démocrates socialistes       |
|  | Abdallah Rouissi | Parti de l'unité populaire                 |